# Cladonia lepidophora
Cladonia lepidophora Ahti & Kashiw. (1984), è una specie di lichene appartenente al genere Cladonia,  dell'ordine Lecanorales.
Il nome proprio deriva dal greco λεπίς, -ίδος, cioè lepìs, -ìdos, che significa squama, scaglia, e φορὸς, cioè phoròs, che  significa che porta, che reca con sé, ad indicare la presenza di squamule ben visibili lungo i podezi.

## Caratteristiche fisiche
Il fotobionte è principalmente un'alga verde delle Trentepohlia.

## Località di ritrovamento
La specie è stata rinvenuta nelle seguenti località:
- Argentina;
- Cile (Magallanes, Osorno, Valdivia);
- Costa Rica;
- Georgia del Sud

## Tassonomia
Questa specie appartiene alla sezione Cocciferae; a tutto il 2008 non sono state identificate forme, sottospecie e varietà.